# Петрівське (Прилуцький район)
Петрі́вське — село в Україні, у Прилуцькому районі Чернігівської області. Входить до складу Сухополов'янської сільської громади. Населення становить 241 осіб.

## Історія
У 1862 році на слободі володарській Петрі́вська були завод та 1 двір де жило 31 особа
На мапі Шуберта 1869 року на місці сучасного села позначена одна хата, без назви. Неподалік (2 км) розташовувся х. Петрушин (11 хат).
У 1911 році на хуторі Петрі́вський жило 8 осіб
8.08.1945 утворена Петрівська сільська рада, хутір Петрівський виключений з Заїздської сільради і перетворений на село.
До 2019 року орган місцевого самоврядування — Заїздська сільська рада.

## Населення

### Мова
Розподіл населення за рідною мовою за даними перепису 2001 року:
| Мова       | Кількість | Відсоток |
| ---------- | --------- | -------- |
| українська | 235       | 97.51%   |
| російська  | 6         | 2.49%    |
| Усього     | 241       | 100%     |